# Phomopsis rossiana
Phomopsis rossiana (Sacc.) Sacc. & D. Sacc. – gatunek grzybów z rzędu Diaporthales. U łubinu wywołuje grzybową chorobę o nazwie brunatna plamistość łodyg łubinu.

## Systematyka
Pozycja w klasyfikacji według Index FungorumPhomopsis, Diaporthaceae, Diaporthales, Diaporthomycetidae, Sordariomycetes, Pezizomycotina, Ascomycota, Fungii.
Po raz pierwszy gatunek ten opisał Pier Andrea Saccardo w 1903 r. nadając mu nazwę Phoma rossiana. W 1906 r. ten sam autor i jego syn Domenico Saccardo przenieśli go do rodzaju Diaporthe.
Synonimy:
- Diaporthe woodii Punith. 1974
- Phoma rossiana Sacc. 1903

## Charakterystyka
Grzyb mikroskopijny, endofit będący pasożytem niektórych gatunków roślin z rodziny bobowatych (Fabaceae).  Powoduje gnicie łodygi, raki łodyg, infekcje liści, gnicie i odbarwienie nasion. Stwierdzono jego występowanie u łubinu wąskolistnego (Lupinus angustifolius) Lupinus cosenfinii, łubinu białego (Lupinus albus), łubinu żółtego (Lupinis luteus), łubinu kosmatego (Lupinis pilosus) i koniczyny podziemnej (Trifolium subterraneum).